# Bondaholmen
Bondaholmen är en ö i Kattegatt, strax utanför Trönningenäs i Varbergs kommun, Sverige. Ön ligger mellan Getterön och Balgö.
Ön ägs och förvaltas av Trönningenäs fastighetsägarförening.